# Wolf (Fahrzeug)
Der Wolf gl ist ein Militärfahrzeug von Mercedes-Benz, das von der Bundeswehr und anderen staatlichen Organisationen genutzt wird.
Der Geländewagen gehört zu den Radfahrzeugen der „dritten Generation“ und ist eine Sonderentwicklung der Mercedes-Benz G-Klasse. Aus dem G-Modell entwickelte Fahrzeuge sind der Serval als Transportfahrzeug des KSK und der Enok als geschütztes Fahrzeug.

## Geschichte
Nachdem der Mercedes G bereits in den 1970er-Jahren an der Ausschreibung teilgenommen hatte, die dann zur Beschaffung des VW Iltis führte, wurden Mitte der 1980er-Jahre die Fahrzeuge der „dritten Generation“ entwickelt. Dazu zählte auch ein geländegängiges Fahrzeug, das den LKW 0,5 t gl (VW Iltis), LKW 0,75 t gl (Kraka) und den PKW 0,4 t (VW 181) ersetzen sollte. Die Planung sah vor, 17.000 Fahrzeuge zu beschaffen. Acht Unternehmen beteiligten sich an der internationalen Ausschreibung, zum Schluss blieben Daimler-Benz mit dem österreichischen Entwicklungspartner Steyr-Puch und Volkswagen übrig. Die Entscheidung fiel Anfang der 1990er-Jahre für Mercedes-Benz mit einer Stückzahl von 12.000 Fahrzeugen.

## Ausstattung und Varianten
Mercedes-Benz lieferte an die Bundeswehr den Mercedes-Benz 250 GD Wolf der Baureihe W 461 in vier Ausführungen. Alle Varianten sind in der Transall C-160 und bis auf das Sanitätsfahrzeug ‚lang‘ im Hubschrauber CH-53G/GS luftverladbar. Der Transport als Außenlast am Hubschrauber ist bei allen Varianten möglich. Die Ausführung der Luftlandetruppen (LL) besitzt zwei zusätzliche Verzurrösen an den Seiten, die ein schnelles Be- und Entladen ermöglichen. Alle Modelle verfügen über einen während der Fahrt zuschaltbaren Allradantrieb, der nochmals in Straßen- und Geländeübersetzung unterteilt ist, sowie über eine Differentialsperre für die Vorder- und Hinterachse. Außerdem besitzen die Fahrzeuge einen von der normalen Beleuchtung unabhängigen Tarnlichtkreis. Die Bordnetzspannung des Wolf beträgt 24 V und entspricht damit dem Standard in der Bundeswehr.
Die Militärversion unterscheidet sich gegenüber der Zivilversion ebenfalls durch Gewehrhalterungen (vier Sturmgewehre vom Typ G3 zwischen Fahrer- und Beifahrersitz oder zwei G36 mit abgeklappter Schulterstütze, und zwei links und rechts befestigt am Überrollbügel für die hintere Sitzreihe), eine Kartenleselampe sowie eine Spatenhalterung und 24-V-Anschlussbuchse zum Fremdstarten im Motorraum. Neben diesen Merkmalen ist auch die spartanische Ausstattung ein Unterschied. Für eine lange Einsatzdauer wurde der Wolf robust gebaut; auf Luxus-Merkmale wurde verzichtet, was sich bei den Sitzen und den Türverkleidungen bemerkbar macht.
Die anfänglich vier Ausführungen des Wolf wurden mit sogenannten Rüstsätzen ausgestattet, um den Anforderungen der jeweiligen Einheit gerecht zu werden. Je nach Rüstsatz und Aufgabe ändern sich die Nutzlast und die Anzahl der Sitzplätze im Wolf. Fahrzeuge mit Funkgeräten, wie dem SEM 80/90, verfügen über zwei zusätzliche Batterien, die im Tragegestell der Funkanlage untergebracht sind und über einen Schalter im Fußraum vom Bordnetz getrennt werden können. Die Überwachung der Netzspannung erfolgt dann über eine Anzeige mit Leuchtdioden, die im Einbauschacht des Radios eingebaut ist. Die diversen Rüstsätze werden mit Hilfe von Schienen im Fahrzeug befestigt und können binnen kurzer Zeit entfernt werden. Die Varianten waren bei Einführung wie folgt:

### Grundvariante kurz offen Radstand 2400 mm
Rüstsatzträger für:

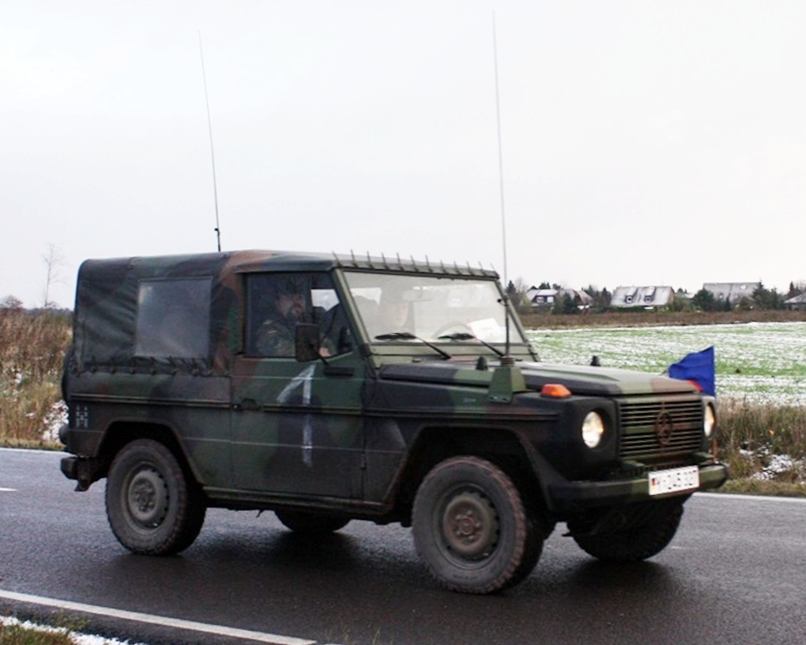
Wolf als Führungs- und Funkfahrzeug (FüFu) mit zwei Fahrzeugantennen, bevorzugt genutzt durch Kompaniechefs und Bataillonskommandeure

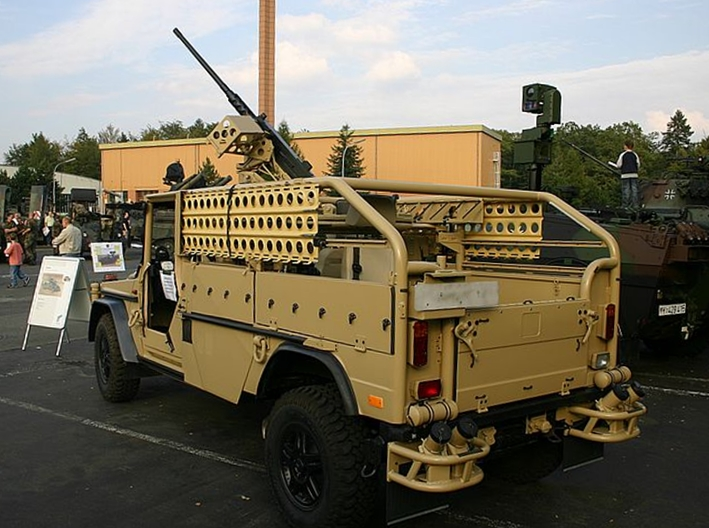
Aufklärungs- und Gefechtsfahrzeug seitlich die Verzurrösen für den Lufttransport

- 1 oder 2 Funkgeräte SEM 80/90 oder SEM 93
- 1 oder 2 Funkgeräte SEM 25/35 (Feldjäger)

### Grundvariante kurz offen LL Radstand 2400 mm
Rüstsatzträger für:
- ein oder zwei Funkgeräte SEM 80/90
- Panzerabwehrwaffe MILAN
- Munitionsfahrzeug PARS TOW
- Feuerleittrupp Mörser
- Trägerfahrzeug Mörser 120 mm
- Vorgeschobener Beobachter Mörser
- FuB 5 (LL-Version SEM80/90 und SEM93)
- Fu2 (auch LL-Version 2x SEM 80/90)
- FKB 5 (LL-Version)
- Gerätetransport

### Grundvariante lang offen Radstand 2850 mm
Rüstsatzträger für:
- Richtkreistrupp/Erkunder Artillerie
- Zugführer MARS

### Grundversion lang geschlossen
Rüstsatzträger für:
- FNA (Fahrzeug-Navigations-Anlage)

Dieses Fahrzeug dient als Nachfolger für die FOA (Fahrzeug-Orientierungs-Anlage) auf VW-Iltis-Basis und dient den Erkundungstrupps der Patriot-Staffeln der Luftwaffe als Ausrüstungs-Fahrzeug.
- Werkstattfahrzeug (WSA) des LeFlaSys Ozelot

### Grundvariante Station lang verlängert Radstand 3120 mm
Rüstsatzträger für:
- Einbausatz Sanität

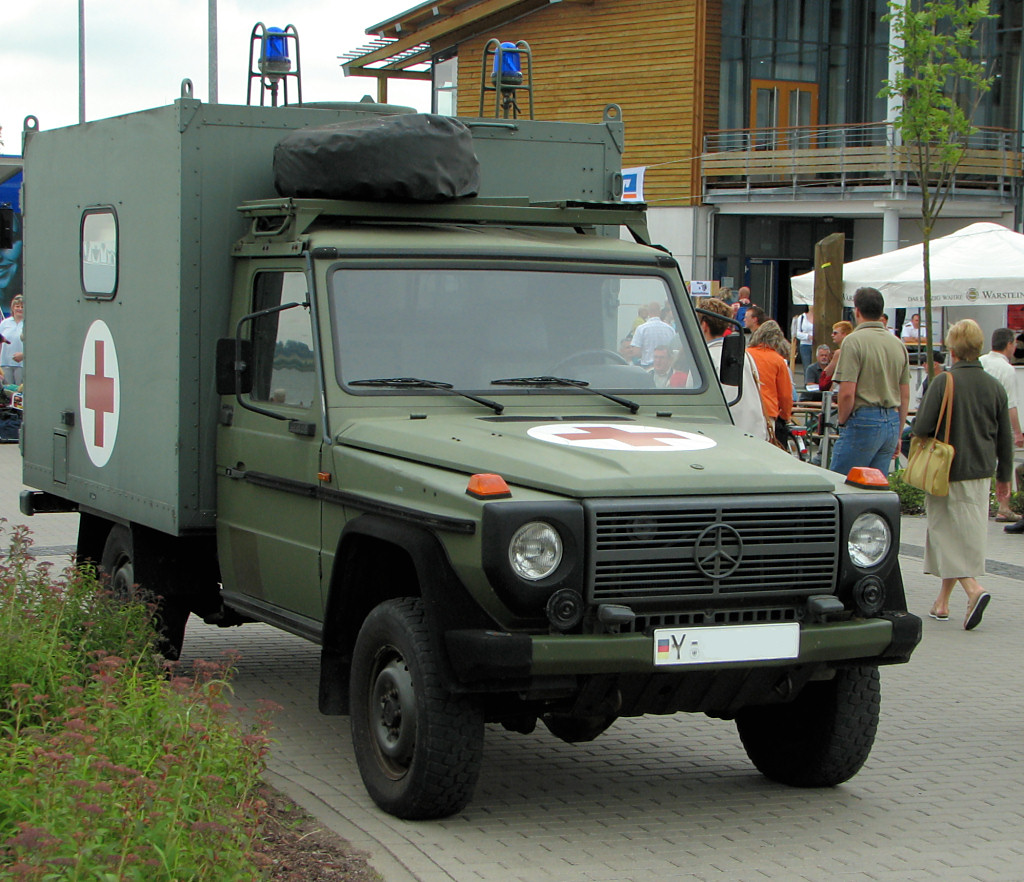
MB 250 GD San

Dieser Krankenkraftwagen (KrKw) wurde für die Truppenverbandsplatzgruppen beschafft und dient ausschließlich dem Verwundetentransport. Der Kofferaufbau von Zeppelin bietet standardmäßig Platz für eine liegende und zwei sitzende Personen.

### Weitere Varianten
In den 1990er-Jahren mit den zunehmenden Auslandseinsätzen der Bundeswehr im ehemaligen Jugoslawien zeigten sich die Grenzen des Wolf. Durch die zusätzlich angebrachte Panzerung (MSA) war das Fahrzeug stark untermotorisiert und benötigte einen stärkeren Antrieb. Aber auch die umgebauten Fahrzeuge des Kommandos Spezialkräfte zeigten diesen Nachteil.
Daraufhin wurde für den neuen Mercedes-Benz 290 GD (LL SAN) ein Fünfzylinder-Diesel mit einer Nennleistung von 70 kW (95 PS) und für den Lkw ‚gl leicht‘ „KSK“ (MB 290 GDT) ein Fünfzylinder-Diesel mit Turboaufladung aus der Baureihe W461 gewählt. 2003 erfolgte die Ablösung des „KSK-Wolfes“ durch das Aufklärungs- und Gefechtsfahrzeug (AGF) Serval, einen Spezialumbau des G 270 CDI. Dieser hat seinen Ursprung im Wolf-ESK-Einsatzfahrzeug Spezialisierte Kräfte, mit dem Rheinmetall Landsysteme (RLS) gegen den ESK Mungo von Krauss-Maffei Wegmann bei der Ausschreibung für ein Einsatzfahrzeug der Division Spezielle Operationen (DSO) angetreten war.
Im Rahmen der Umstrukturierung des Bundeswehrfuhrparks auf Leasingfahrzeuge werden seit Ende 2008 Mercedes-Benz G 280 CDI „Greenline“ an verschiedene Einheiten ausgegeben.
Der G 280 CDI ist ein handelsübliches Fahrzeug und kein taktisches Militärfahrzeug wie der „Wolf“.
Als neueste geschützte Variante tritt der LAPV Enok als Weiterentwicklung des Wolf SSA zur Fahrzeugfamilie.
Neben diesen Versionen beschaffte die Bundeswehr noch weitere Ausrüstungsvarianten. Mit einer Typenvielfalt von über 50 Versionen findet sich der Wolf neben dem Transportpanzer M113 auf Platz 2 in der Bundeswehr.

## Schutzausstattung
Durch die zunehmenden Auslandseinsätze zeigte sich, dass der Wolf ungenügend geschützt war, um seine Aufgaben im Patrouillen- und Verbindungsdienst wahrzunehmen. Daraufhin wurden drei Lösungen entwickelt, von denen zwei als schnelle Lösung gelten, davon eine als Selbstbaulösung.
So ist die erste Variante die bereits erwähnte modulare Schutzausstattung, kurz MSA. Entwickelt von der Firma Garant, wurden die Fahrzeuge mit angepassten Schutzplatten und Panzerglas versehen. Die so ausgerüsteten Fahrzeuge mit dem Zusatz MSA verfügten damit über einen Rundumschutz gegen Hartkern- und Splittergeschosse sowie gegen Schützenabwehrminen. Die Besatzung verringert sich auf zwei Personen, da nur der vordere Teil gepanzert ist.
Die zweite Lösung ist ein modularer Splitterschutz, kurz MSS. Unter der Leitung des Bundesamts für Wehrtechnik und Beschaffung wurde in Abstimmung mit der Truppe eine Lösung entwickelt, um vor Ort im Einsatzland die Fahrzeuge mit Stahlplatten gegen Splitter, Schützenabwehrminen und teilweise gegen Handwaffen zu schützen. Die dritte Variante ist die Sonder-Schutz-Ausstattung, kurz SSA. Bereits ab Werk in das Fahrzeug integriert, bietet dieses Paket Schutz gegen Handwaffen nach STANAG 4569 Level 1 sowie nach dem Zurüsten einer Minenschutzausstattung auch gegen Minen. Als Basis dient der G 270 CDI.

## Weitere Nutzer
- Argentinien (Argentinische Streitkräfte; 1000 Fahrzeuge im Einsatz)
- Bulgarien (Bulgarische Streitkräfte; 600 Fahrzeuge der Varianten 270 CDI und 280 CDI im Einsatz)
- Deutschland (Bundespolizei; Bundeswehr)
- Estland (Estnisches Heer; unbekannte Anzahl an Mercedes 250 G)
- Finnland (Finnische Streitkräfte; einige Mercedes G300 im Einsatz)
- Frankreich (Französisches Heer, modifiziertes Fahrzeug in Lizenz als Peugeot P4 VLTT)
- Griechenland (Griechisches Heer, Lizenzfertigung bei ELBO in Thessaloniki)
- Kamerun (Cameroon Army, 60 Fahrzeuge in Douala)
- Kanada (Kanadische Streitkräfte, unter der vorläufigen Bezeichnung „G Wagon“)
- Luxemburg (Luxemburgische Streitkräfte; Baureihe W460, Modell 300 GD der ersten Generation)
- Malaysia (Streitkräfte Malaysias, eingesetzt unter der Bezeichnung GD 290)
- Niederlande (Niederländisches Heer; 5500 Fahrzeuge des Typs 260 G im Einsatz)
- Nordkorea (Koreanische Volksarmee; unbekannte Anzahl von unbekannter Herkunft im Einsatz)
- Norwegen (Norwegische Streitkräfte)
- Österreich (Bundesheer; als Puch G)
- Polen (Polnische Streitkräfte; 250 Fahrzeuge bestellt)
- Schweden (Schwedische Streitkräfte; als „Personterrängbil 5“)
- Vereinigte Staaten (62 MB 290 GD 1.5 t als Interim Fast Attack Vehicle (IFAV) beim United States Marine Corps)
- UNO (Einsatz geschützter Fahrzeuge bei Friedenssicherungsmissionen)

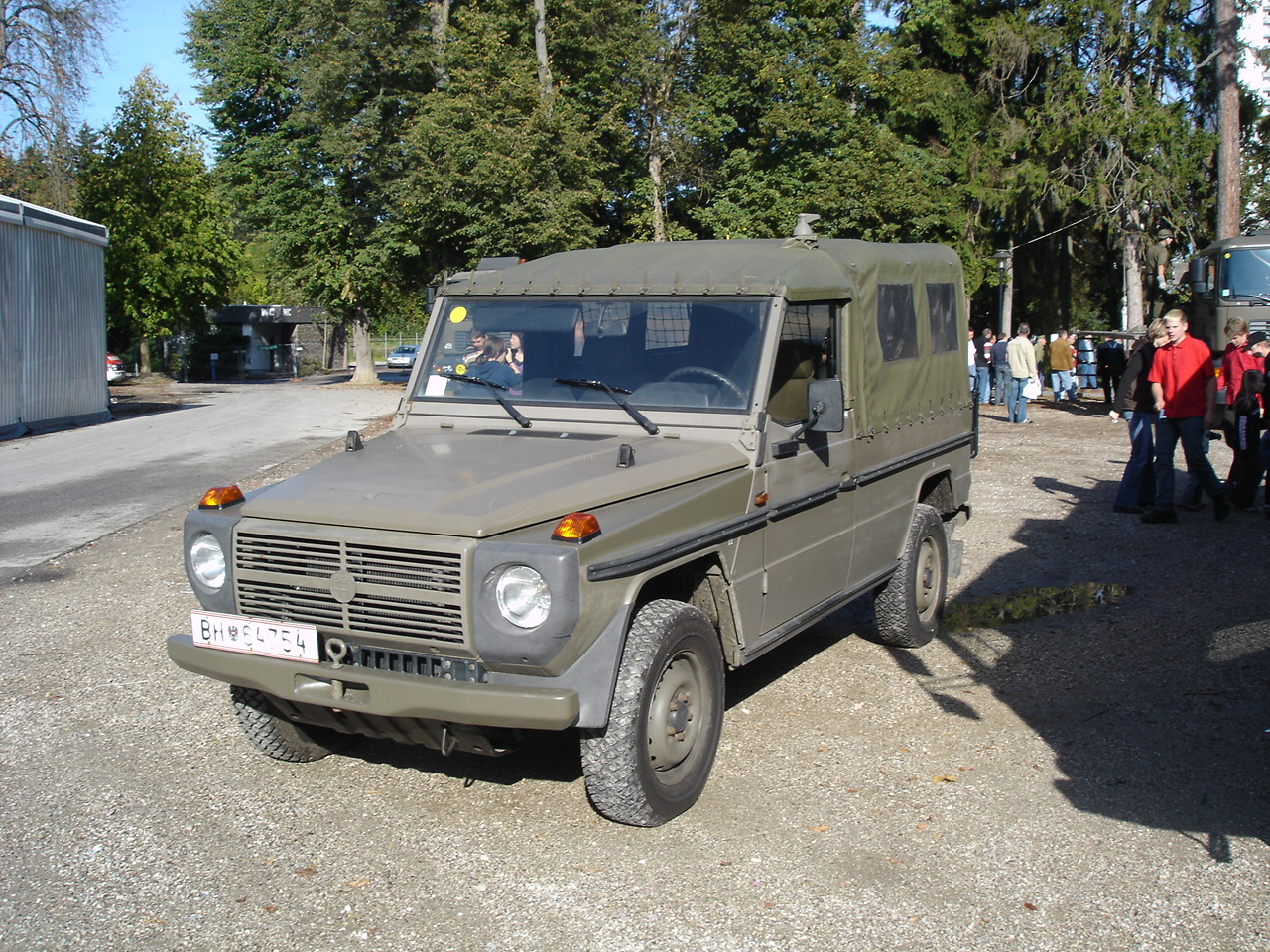
Puch G beim Bundesheer
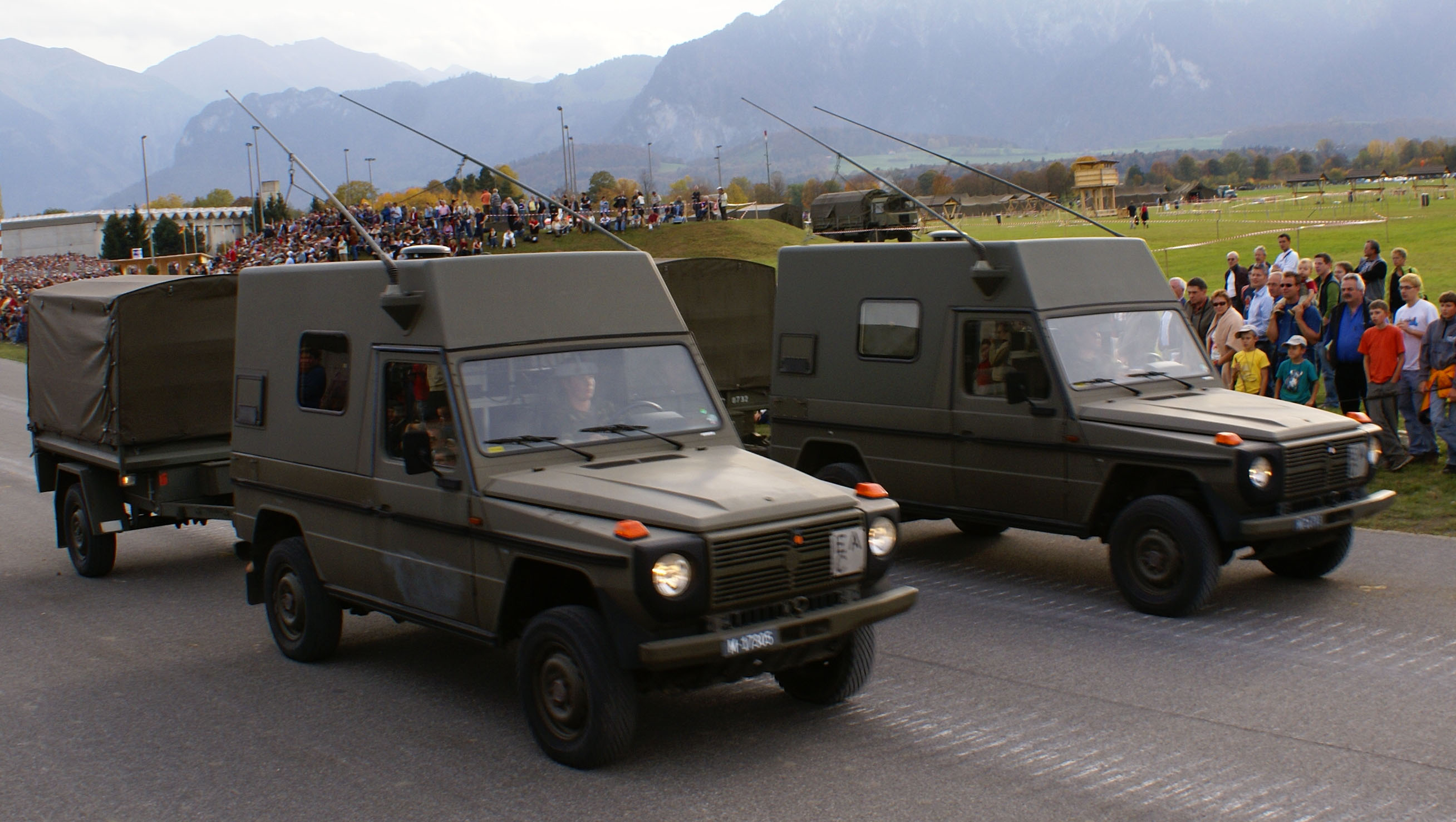
Puch der Schweizer Armee
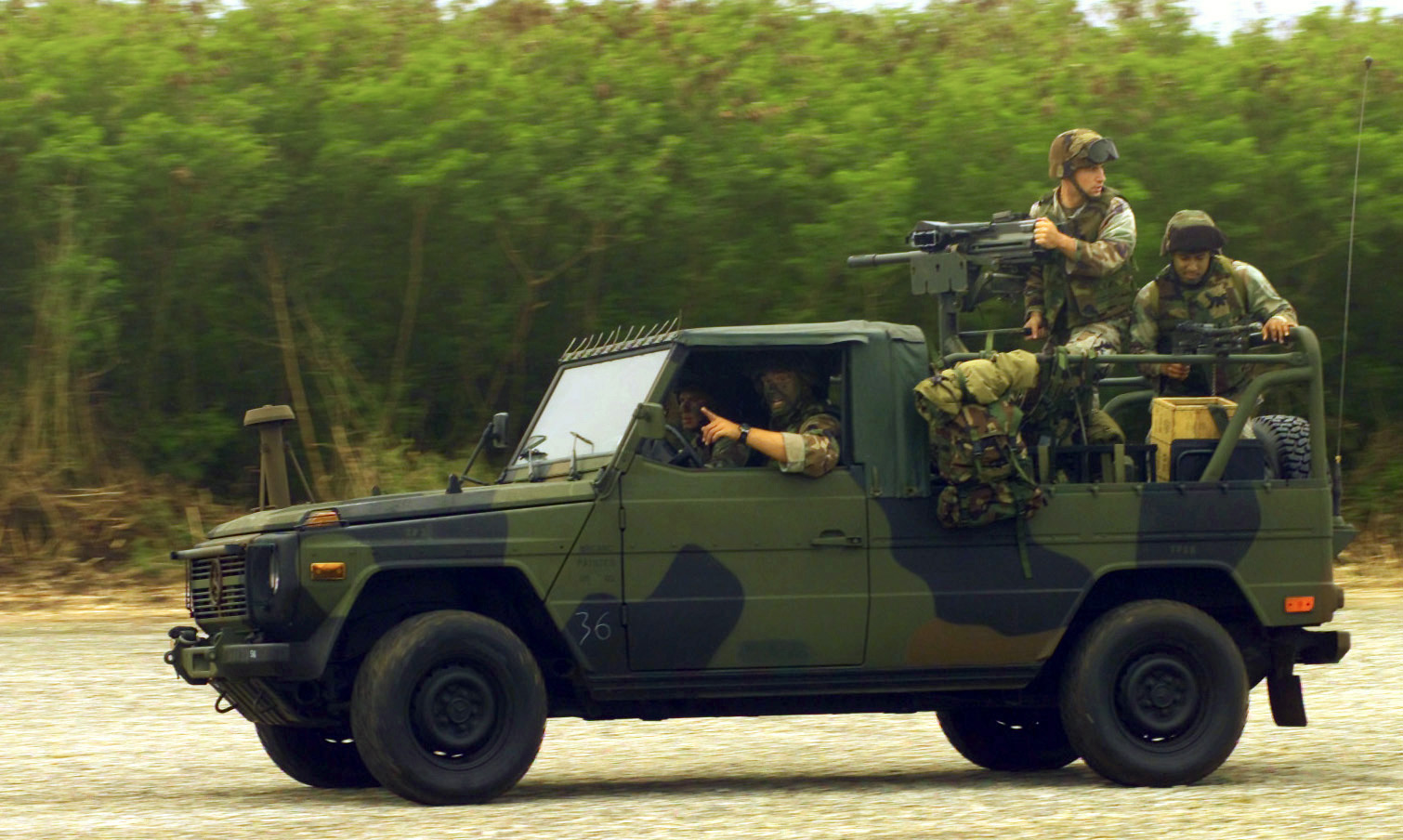
USMC Interim Fast Attack Vehicle (IFAV), bewaffnet mit einem 40-mm-Maschinengranatwerfer Mk 19
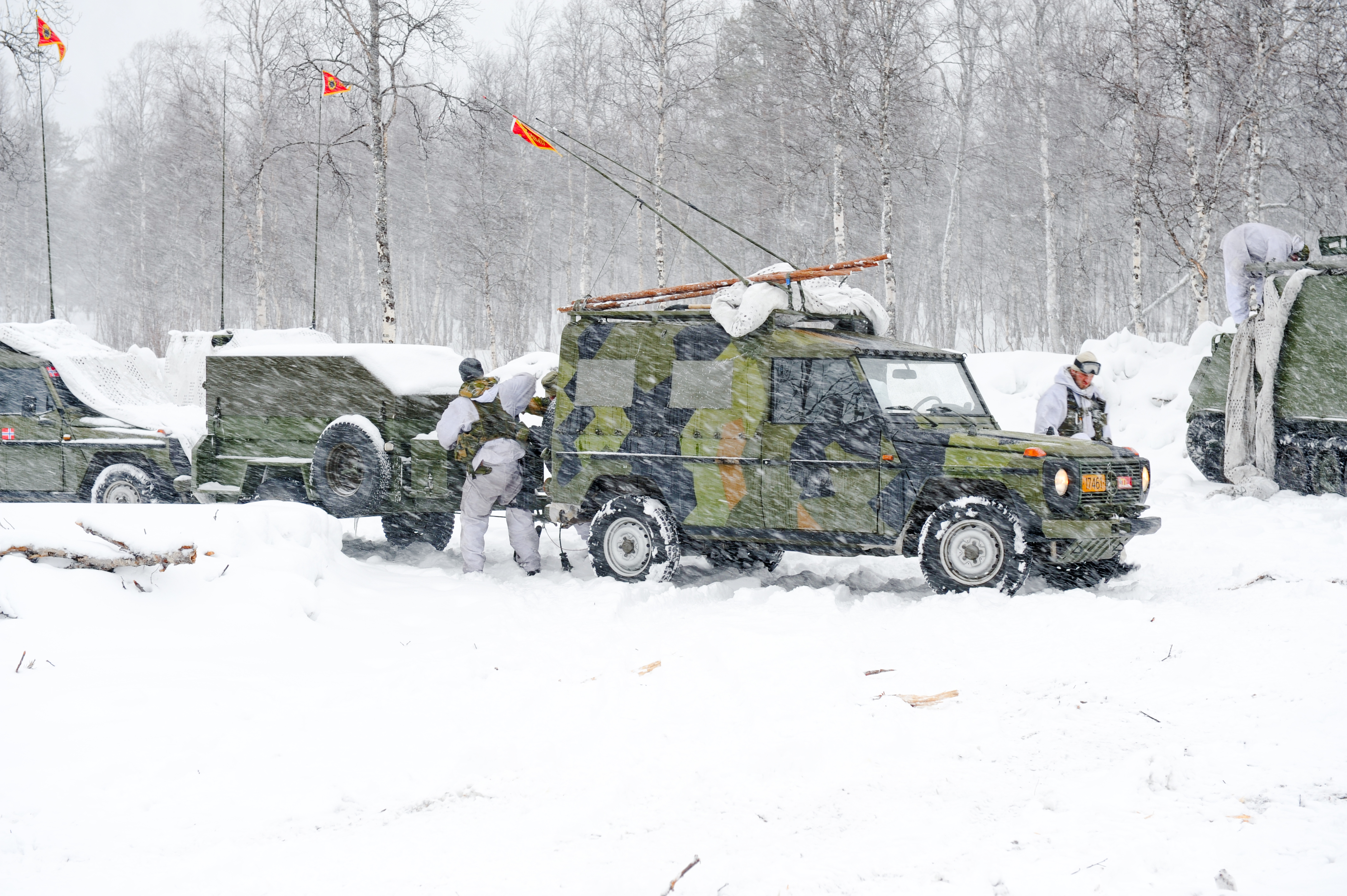
Wolf der norwegischen Armee
MB 240 GD, Radstand lang, der norwegischen Armee
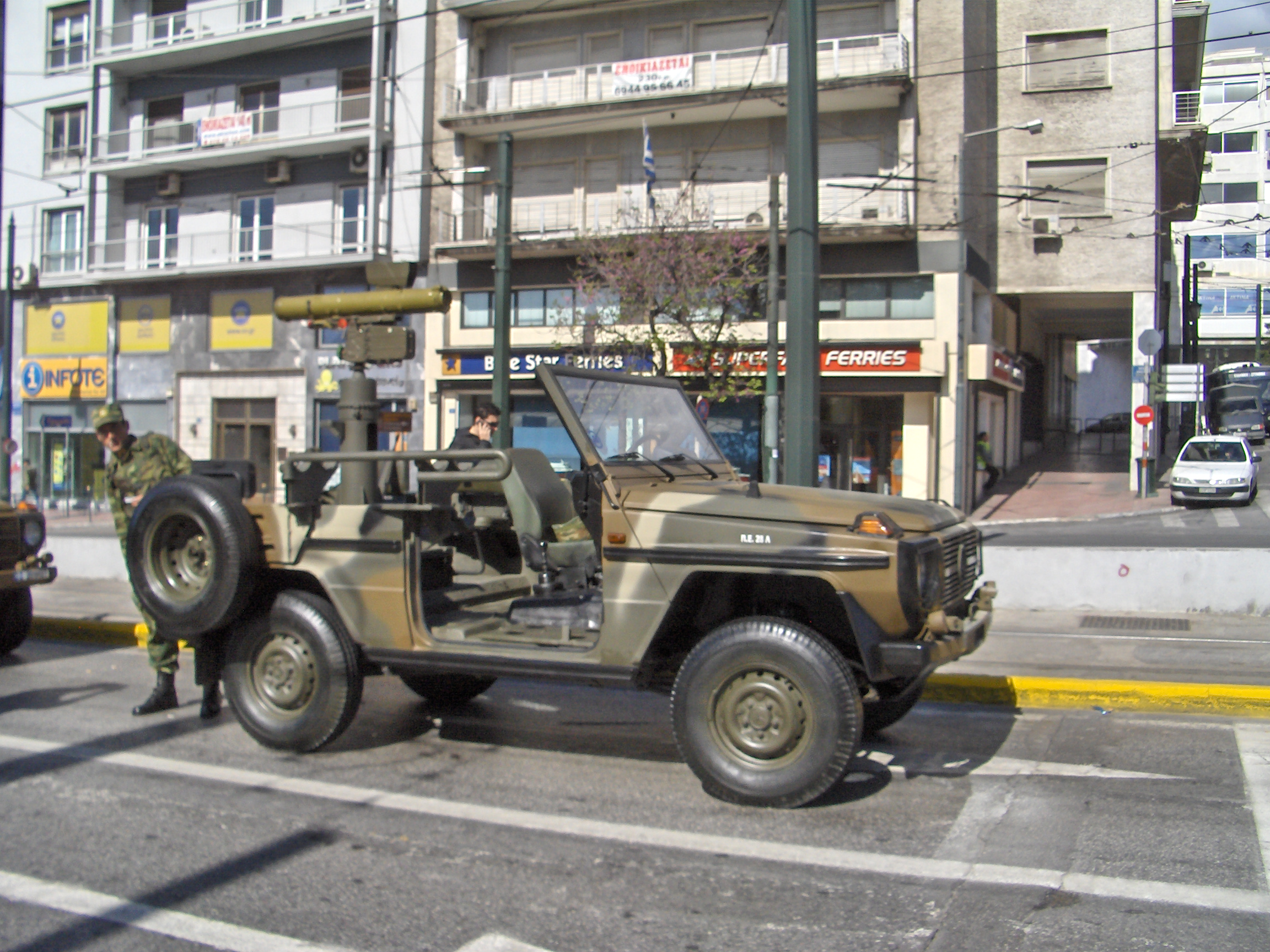
Griechischer Wolf
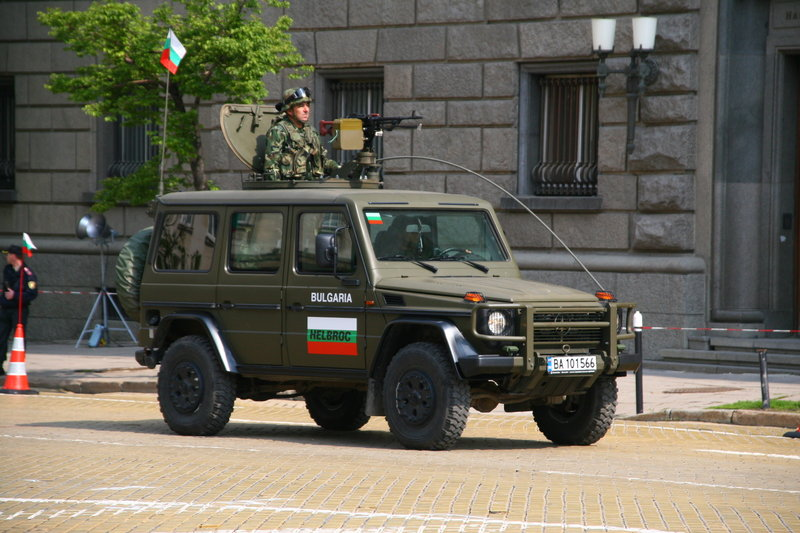
Wolf der bulgarischen Armee
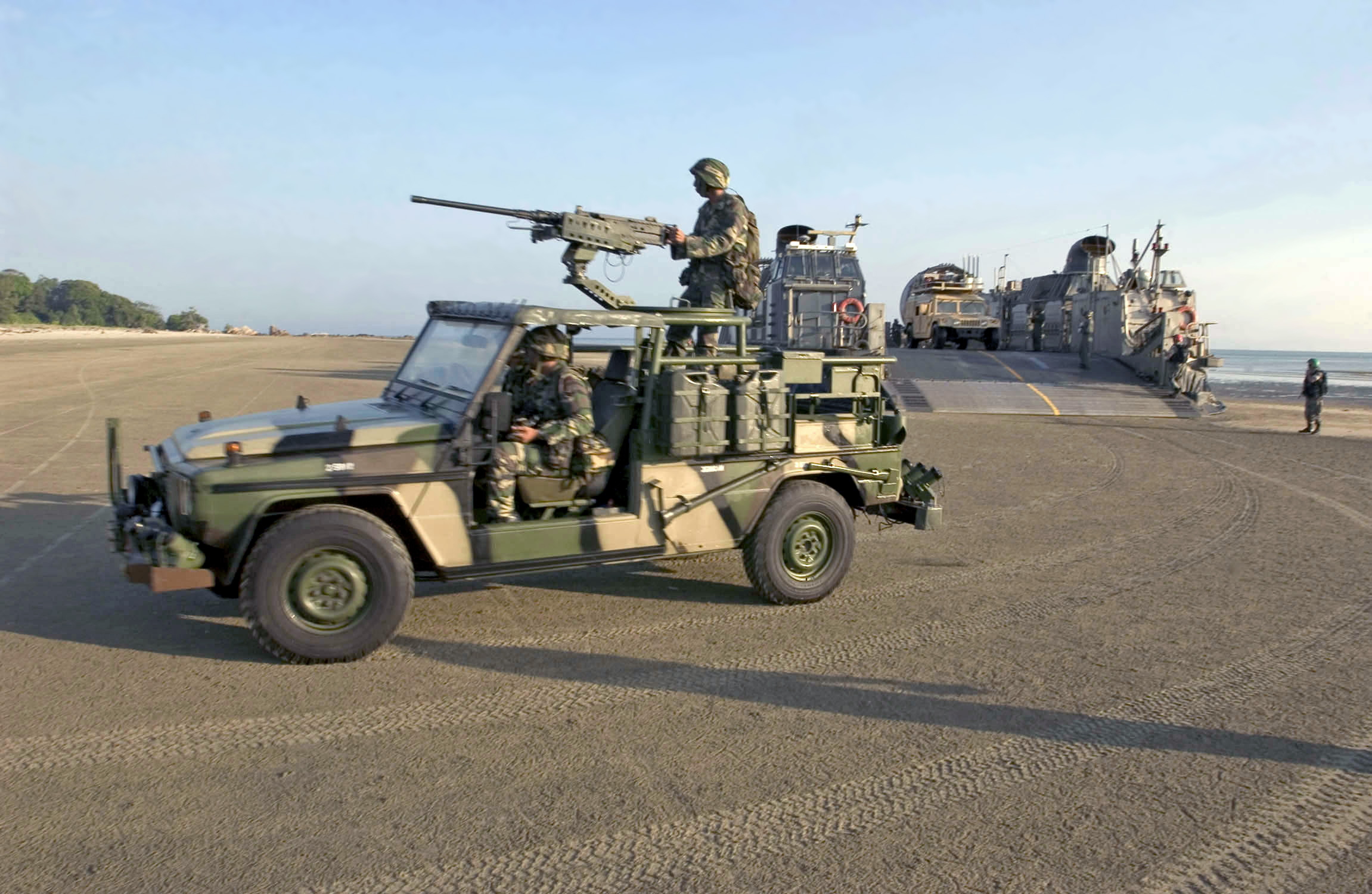
Ein malaysisches Fahrzeug vom Typ GD 290 mit einem M2-Maschinengewehr
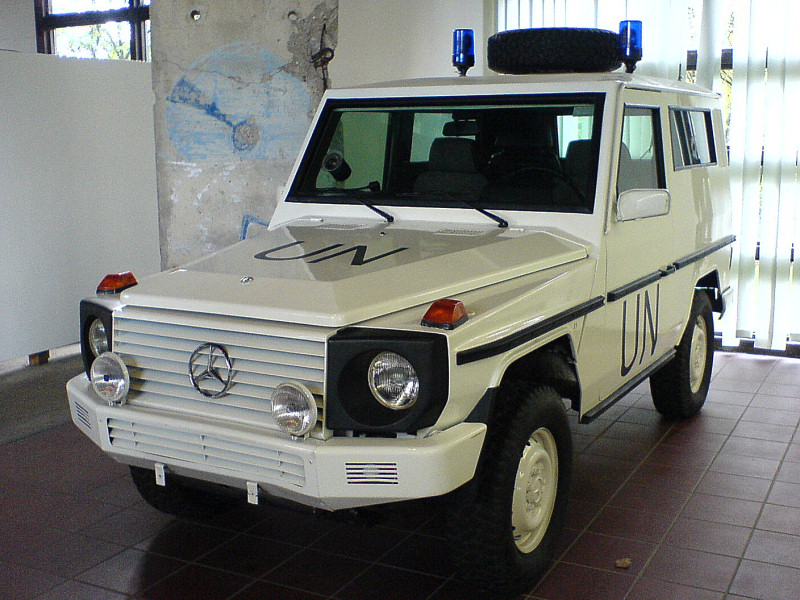
Geschützter Sonderwagen III, Mercedes Benz 280 GE der UN-Friedenstruppe
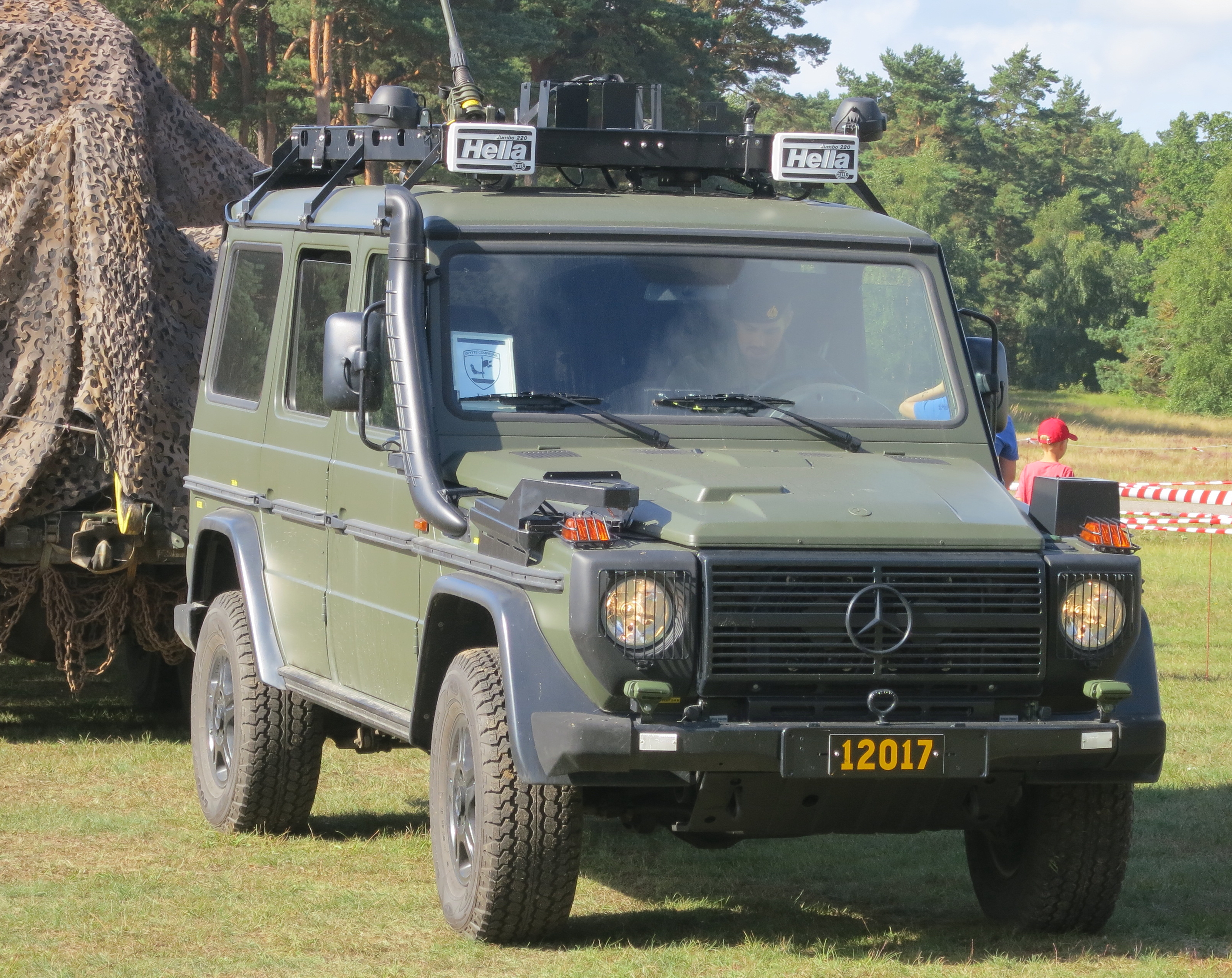
Wolf der schwedischen Armee

## Zivile Nutzung
Über die VEBEG werden ausgesonderte Fahrzeuge an den Meistbietenden versteigert.
Eine Zulassung von Wolf Geländewagen mit Dieselmotor im zivilen Bereich kann mit Einzelabnahme nach § 21 StVZO erfolgen.
Da Bundeswehrfahrzeuge früher nicht den üblichen Abgasnormen unterlagen, existiert bei älteren Fahrzeugen oft keine gültige Abgaseinstufung. Durch die möglicherweise geänderte Abstimmung der Dieseleinspritzanlage entsprechen die Motoren unter Umständen nicht denen der typgenehmigten zivilen Mercedes-Benz G-Klasse. Eine Zulassung nach „EURO Abgasnorm“ ist daher nicht möglich.
Solche Fahrzeuge werden oft steueroptimiert als LKW oder als Oldtimer zugelassen.
Ehemalige Bundeswehrfahrzeuge in olivgrün, mit Tarnanstrich oder mit Kommandantenluke sind zudem ausfuhrgenehmigungspflichtig.